# Teresa Márquez Martínez
María Teresa Márquez Martínez (Ciudad Juárez, México) es una antropóloga, museógrafa e investigadora.

## Formación
Estudió antropología en la Escuela Nacional de Antropología e Historia. Se formó con la promotora cultural Cristina Payán y el museógrafo Íker Larrauri. 
Forma parte de una generación de mujeres que aportaron a la profesionalización del sector en las áreas de gestión, museología, museografía, restauración e Historia del Arte.
También fue líder sindical, de corriente de izquierda.

Un museo que obliga a observar "es terrible". Esos recintos deben ser espacios “de diálogo y hacer sentir que tienen un significado” para el visitante.
Teresa Márquez

## Trayectoria
Fue colaboradora en el área de museos del Instituto Nacional de Antropología e Historia, en 1989 formó parte del equipo de planeación y desarrollo en la empresa Museográfica. 
Fue coordinadora de museos en Ferrocarriles Nacionales de México y estableció el programa de Rescate de Estaciones Ferroviarias para su reutilización con fines culturales y al servicio de la comunidad.
Es directora del Centro Nacional para la Preservación del Patrimonio Cultural Ferrocarrilero y el Museo Nacional de los Ferrocarriles Mexicanos de Puebla.
Integra la International Conference of Railway Museums y de la Asociación Mexicana de Ferrocarriles.
Es participante, expositora y creadora de múltiples seminarios relacionados con el tema ferroviario.
Es impulsora del Programa Nacional de rescate, estudio, y conservación y difusión del patrimonio ferroviario.
Sus aportaciones y esfuerzos van encausados a darle al ferrocarril su lugar en la cultura.

### Obra
- Tren Presidencial Olivo en coautoría con Ayala Yáñez, Bernardo, Espino Rubio, Laura, Rueda Smithers, Salvador. [11]

- Tras las Huellas del Ferrocarril editado por Conaculta.[12]

## Reconocimientos
- Reconocimiento Memoria del Mundo entregado por la Organización de las Naciones Unidas para la Educación, la Ciencia y la Cultura el reconocimiento de Memoria del Mundo otorgado al Centro de Documentación e Investigación Ferroviarias.
- El 18 de mayo de 2023 el INAH le rindió un homenaje por su trayectoria en las instalaciones del auditorio Jaime Torres Bodet del Museo Nacional de Antropología.[13][14]